# (17353) 1975 TE
1975 تي إي (ويعرف أيضًا باسم (17353) 1975 تي إي وفق تسمية الكوكب الصغير) (بالإنجليزية: 1975 TE)‏ هو كويكب ضمن حزام الكويكبات؛ وترتيبه 17353 من حيث الاكتشاف.
اكتُشف هذا الجُرم الفلكي بواسطة Henry L. Giclas ‏ في 10 أكتوبر 1975.

## وصلات خارجية
- (17353) 1975 TE في قاعدة بيانات مختبر الدفع النفاث لأجرام النظام الشمسي الصغيرة

- الاكتشاف · مخطط المدار ·  العناصر المدارية · المعلمات المادية

- (17353) 1975 TE على موقع ويكي سكاي: DSS2, SDSS, GALEX, IRAS, Hydrogen α, X-Ray, Astrophoto, Sky Map, Articles and images